# 100er v. Chr.
Portal Geschichte | Portal Biografien | Aktuelle Ereignisse | Jahreskalender | Tagesartikel

◄ |
1. Jahrtausend v. Chr. |

◄ |
3. Jh. v. Chr. |
2. Jahrhundert v. Chr. |
1. Jh. v. Chr. |
►

◄ | 130er v. Chr. | 120er v. Chr. | 110er v. Chr. | 100er v. Chr. |
90er v. Chr. |
80er v. Chr. |
70er v. Chr. |
►

109 v. Chr. |
108 v. Chr. |
107 v. Chr. |
106 v. Chr. |
105 v. Chr. |
104 v. Chr. |
103 v. Chr. |
102 v. Chr. |
101 v. Chr. |
100 v. Chr.

## Ereignisse
- 107 v. Chr.: Schlacht bei Agen: die Kimbern und Teutonen besiegen die Römer unter Lucius Cassius Longinus an der italienischen Grenze.
- 6. Oktober, 105 v. Chr.: Schlacht bei Arausio: die Römer verlieren erneut gegen die Kimbern und Teutonen.
- 104 v. Chr.: Auf Grund der vielen Niederlagen und des Mangels an Soldaten führt der römische Konsul Gaius Marius eine umfassende Heeresreform durch. Aus der Milizarmee wird eine kampfkräftige Berufsarmee. Ungelöst bleibt das Problem der Versorgung der Veteranen. Dies wird durch den Feldherrn geleistet, dem die Soldaten schon bald mehr verbunden sind als dem Reich.
- 103 v. Chr. bis 100 v. Chr.: 2. Sklavenkrieg in Sizilien.
- 102 v. Chr.: In der Schlacht von Aquae Sextiae, dem heutigen Aix-en-Provence (Südfrankreich), werden die Teutonen und Ambronen von Marius besiegt. Ein Jahr später besiegt er in der Schlacht von Vercellae (dem heutigen Vercelli) die Kimbern und bannt damit die Germanengefahr. Für diesen Krieg wird Marius entgegen allen Gewohnheiten und Vorschriften jedes Jahr (104 v. Chr.–100 v. Chr.) zum Consul gewählt.
- um 100 v. Chr.: Von Nordwesten her beginnen die Skythen mit der Eroberung Indiens.